# Kirche von Hejde

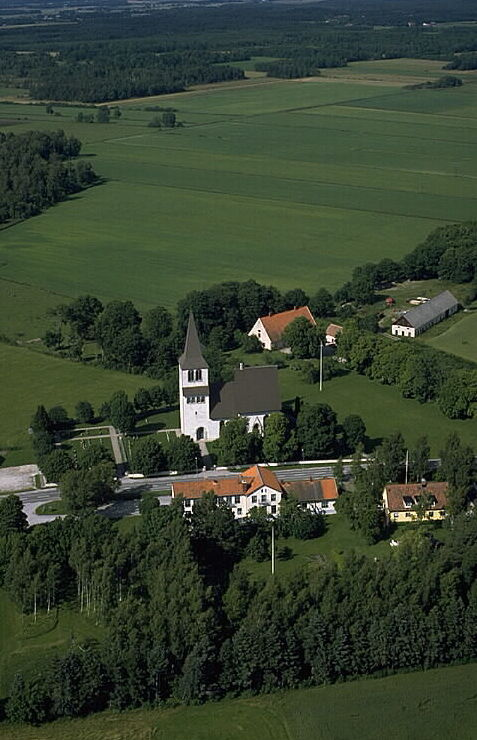
Kirche von Hejde

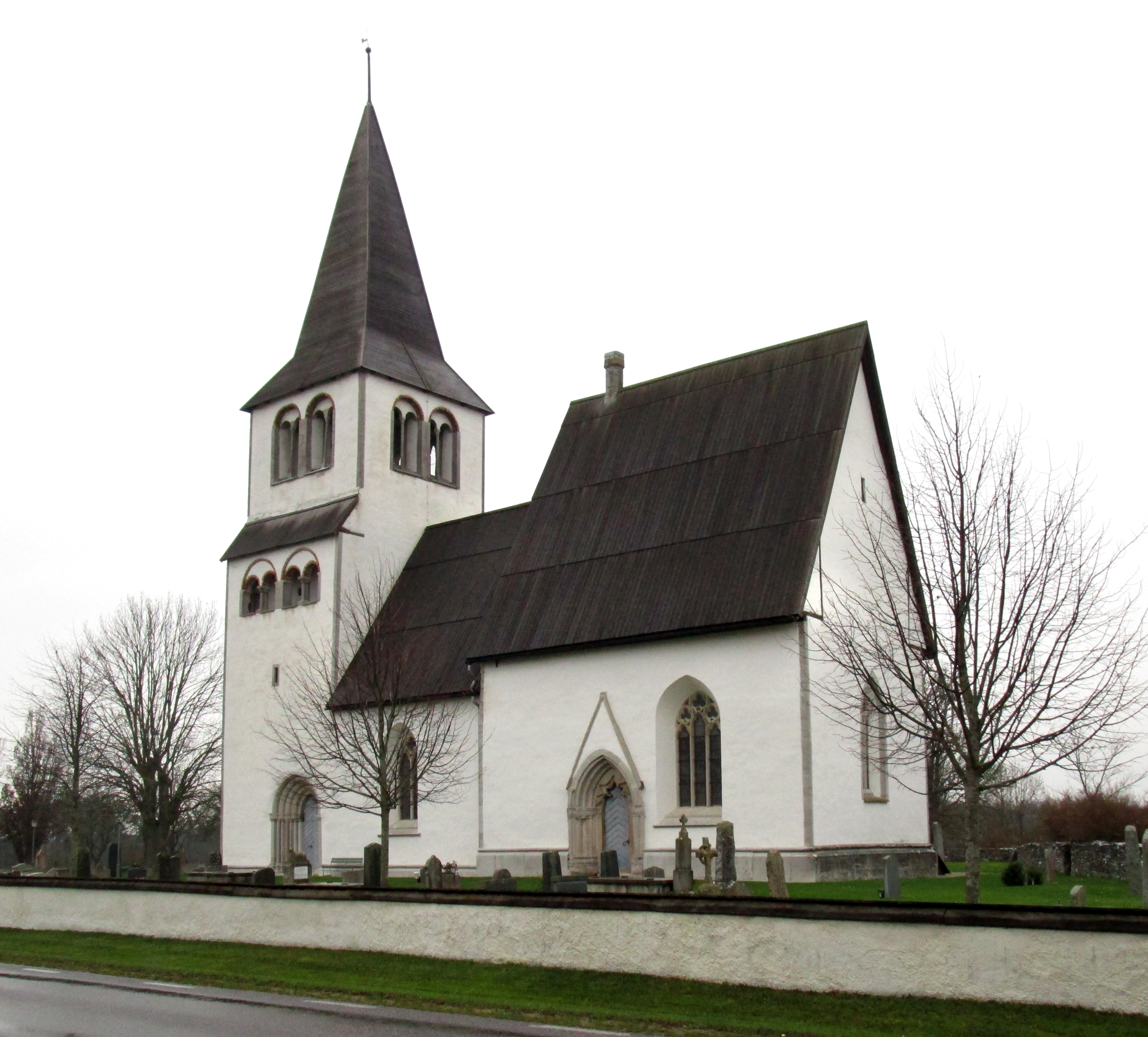
Kirche von Hejde

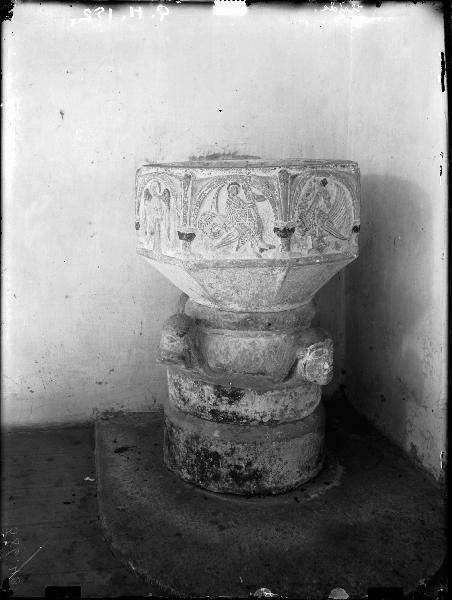
Taufbecken

Die Kirche von Hejde (schwedisch Hejde kyrka) gehört zu dem auf der schwedischen Insel Gotland geläufigen Typ der Sattelkirche. Einem hohen gotischen Chor schließen sich, ähnlich wie in Garde, Follingbo, Källunge und Lye, ein niedrigeres und älteres Langhaus und ein Turm an.

## Kirchengebäude
Dem Mitte des 14. Jahrhunderts zuerst umgebauten Chor sollten ein größeres Langhaus und ein mächtiger Turm folgen. Dem heutigen Chor ging ein kleiner romanischer Bau voraus, der möglicherweise eine Apsis besaß. Das Langhaus und der Turm mit seinen Galerien an der Nord- und Südseite scheinen ähnlich wie in Burs und Lye in der Mitte des 13. Jahrhunderts aufgeführt worden zu sein. Die Sakristei entstand 1795.
Das Südportal des Turmes, dessen Kapitellbänder mit Pflanzenornamentik verziert sind, ist heute der Haupteingang. Mächtiger ist jedoch das von der Witterung in Mitleidenschaft gezogene Chorportal. Es gibt keine direkte Entsprechung zu diesem prächtigen Portal in der gotländischen Portalkunst. Übereinstimmungen mit dem Turmportal in Lärbro, das zeitgleich vom Meister Egypticus oder seiner Werkstatt ausgeführt worden ist, sind insbesondere bei den beiden geflügelten Drachen auf dem westlichen Kapitellband feststellbar.
Das Langhaus besitzt ein in der gotländischen Kirchenarchitektur sehr ungewöhnliches Rippengewölbe, wie es nur noch in der Kirche von Othem zu finden ist. Die Rippen werden in den Ecken von Kolonnetten getragen, deren Kapitelle eine fein gehauene Blattornamentik zeigen. Im Chor befinden sich an dieser Stelle Konsolen in Form von Menschenköpfen und eines Untiers.

## Interieur
Die Kirche besitzt rein ornamentale mittelalterliche Kalkmalereien aus zwei Jahrhunderten. Im Langhaus stammen sie aus der Mitte des 13. Jahrhunderts und sind im Gewölbe und an der Wand über dem Turmbogen konzentriert. Die Malereien im Chorgewölbe scheinen im Zusammenhang mit der Einwölbung entstanden zu sein. Die gut erhaltenen Glasmalereien des östlichen Chorfensters zeigen eine ungewöhnliche helle Farbgebung, leuchtende Farben mit Blau als dominantem Ton. In den Szenen werden der Sündenfall, die Vertreibung aus dem Paradies, Adam und Eva bei der Arbeit, die Verkündigung der Hirten, als Fragment der Verkündigung Mariens, Christi Geißelung, Kreuzigung und Auferstehung und der Segnender Christus dargestellt. Die Glasmalereien aus der zweiten Hälfte des 14. Jahrhunderts werden als die am spätesten entstandenen mittelalterlichen Glasmalereien auf Gotland betrachtet. Der vermutlich von Jesper Gertson Smitt in Burgsvik gehauene Altaraufsatz aus Sandstein wird gemäß Inschrift auf das Jahr 1684 datiert. Das Triumphkreuz ist wahrscheinlich eine norddeutsche Arbeit vom Beginn des 16. Jahrhunderts. Die Kanzel entstand um 1700, wurde aber 1770–73 repariert und bemalt, wobei sie eine Kartusche mit der Namenschiffre Gustafs III. erhielt.
Das bemerkenswerteste Inventarstück der Kirche ist die beim Turmbogen platzierte Taufe aus Sandstein. Sie stammt vom anonymen Steinmeister Byzantios, der in der zweiten Hälfte des 12. Jahrhunderts auf Gotland tätig war. In den Reliefs der Cuppa werden ein Kentaur, ein Engel mit ausgebreiteten Flügeln, ein Aspisreiter (als Symbol für den schwachen Menschen), ein Pfau, Streitende Soldaten (Gut und Böse), David und der Löwe und ein Domauszieher (als Symbol der Liederlichkeit) dargestellt. Die Farbreste sind möglicherweise ursprünglich. Kunstgeschichtlich ist dieses Werk mit denen von
Atlingbo, Eskelhem, Garde, Guldrupe, Hogrän, Sanda, Träkumla, Vamlingbo, Väte und Öja zu vergleichen. Der Stein von Öja wurde im Museum der Inselhauptstadt Visby ausgestellt. Noch in Fragmenten erhalten blieben die Taufbeckensteine in Källunge und Fröjel.
Die Kirche wurde 1935/36 nach Plänen des Architekten Erik Fant restauriert. 1976 wurde eine Renovierung des Innenraums durchgeführt.

## Name
Der Name Hejde wird erstmals als Heithum – in der gekünstelten Dativform des gotländischen Wortes hajd für Heide – in einer Abschrift aus dem 14. Jahrhundert erwähnt.
Einige 100 m östlich der Kirche liegt die Sigsarve vattensåg.